# Accidente de Antonov An-24 de ASA Pesada de 2000
El Accidente de Antonov An-24 de ASA Pesada de 2000 tuvo lugar el 15 de noviembre de 2000 cuando un Antonov An-24 registrado como D2-FCG operado por la aerolínea angoleña ASA Pesada se estrelló poco después de despegar del aeropuerto Quatro de Fevereiro en la capital de Angola, Luanda. El avión transportaba a 52 pasajeros y cinco tripulantes y se dirigía al aeropuerto Yuri Gagarin en la provincia de Namibe, Angola. Las 57 personas que viajaban a bordo fallecieron en la colisión.
El accidente fue el tercer incidente aéreo más mortal de Angola, el segundo accidente con mayor número de muertes de un Antonov An-24 y el segundo accidente aeronáutico que había tenido lugar en el país en las últimas tres semanas. El 31 de octubre, otro Antonov An-24 que transportaba a 49 personas, operado por ACA-Ancargo Air se estrelló en la parte norte del país, matando a todos los ocupantes que iban a bordo mientras los rebeldes de UNITA afirmaron ser los responsables del derribo de la aeronave.

## Vuelo
La aeronave despegó del aeropuerto Quatro de Fevereiro de Luanda rumbo al aeropuerto de Namibe, unas 420 millas al sur de la capital. La aeronave tenía previsto transportar a un equipo de fútbol portuguñes para realizar una gira por el país. Poco después del despegue, la aeronave comenzó a inclinarse hacia la izquierda hasta impactar en un campo en el distrito Golfe II de Luanda. La aeronave explotó con el impacto. Los equipos de búsqueda y rescate no encontraron a ningún superviviente en la zona de la colisión. Los 57 pasajeros y tripulantes que viajaban a bordo de la aeronave perecieron en el impacto. Las autoridades pudieron extraer cuarenta cuerpos bastante calcinados de la zona del siniestro, incluyendo mujeres y niños.

## Investigación
Se abrió una investigación tras el accidente. Muchos testigos afirmaron que antes de la colisión final, el Antonov An-24 estaba ardiendo. Las cajas negras fueron recuperadas de entre los restos por los propios rescatadores. El ministro de transportes Andre Luis Brandao afirmó que un fallo técnico parecía ser la causa más probable del accidente. Según los hallazgos de la investigación preliminar el accidente fue causado por un fallo de motor; el informe también acusó a ASA Pesada de negligencia por no llevar un registro adecuado de la cantidad de combustible y el número de pasajeros que iban a bordo.

## Consecuencias
Las autoridades angoleñas dejaron inmediatamente en tierra a todos los Antonov An-24 de un modo indefinido. Antes del accidente, las aeronaves de Antonov ya habían sido prohibidas a operar en el país después de que otro Antonov se hubiese estrellado en Angola el 31 de octubre, matando a 49 personas al norte del país. Pese a la prohibición en el país, el Antonov fue autorizado a realizar un vuelo por la costa. Un informe publicado por la Autoridad Nacional de Aviación Civil afirmaba que ninguna aeronave estaba autorizada a operar servicios civiles. La Fuerza Aérea de Angola quedó exenta de esta prohibición, pero sus aviones no podían transportar a civiles.